# NN Возничего
NN Возничего (лат. NN Aurigae) — двойная затменная переменная звезда типа Алголя (EA) в созвездии Возничего на расстоянии приблизительно 1002 световых лет (около 307 парсеков) от Солнца. Видимая звёздная величина звезды — от +12,5m до +11,97m. Орбитальный период — около 2,1761 суток.

## Характеристики
Первый компонент — жёлтая звезда спектрального класса G. Радиус — около 1,41 солнечного, светимость — около 1,494 солнечной. Эффективная температура — около 5373 К.